# Генрі Велсфорд
Генрі Велсфорд (англ. Henry Welsford, 14 червня 1900 — квітень 1974) — американський академічний веслувальник.
Бронзовий призер Олімпійських Ігор 1924 року в складі розпашної четвірки зі стерновим.